# Debbie Leonidas
Debbie Leonidas (nata Chapman) (27 gennaio 1954) è un'ex calciatrice neozelandese, di ruolo difensore.

## Biografia
Sorella minore della più famosa Marilyn Marshall, ha iniziato a giocare con lei nell'Hungaria, squadra amatoriale di Wellington.
Sposata con un calciatore del CYFC (oggi Wellington Olympic), squadra di Wellington formata principalmente da calciatori di origine greca.
Negli anni ottanta è stata un'attivista contro l'apartheid in Sudafrica.

### Nazionale
Debbie Chapman faceva parte della  squadra che ha inaugurato la storia delle Football Ferns il 25 agosto 1975, con l'esordio in Coppa d'Asia. La Nuova Zelanda vinse poi l'edizione di Hong Kong 1975, la prima della manifestazione.

## Palmarès
- Coppa d'Asia: 1

Hong Kong 1975